# Bremer Institut für angewandte Strahltechnik
BIAS - Bremer Institut für angewandte Strahltechnik GmbH (Kurzform: BIAS) ist ein unabhängiges Forschungs- und Entwicklungsinstitut für Laseranwendungen und optische Messtechnik mit Sitz in Bremen. Am 1. Juli 1977 wurde es von Gerd Sepold und Werner Jüptner als erstes außeruniversitäres Laserinstitut in Europa gegründet. Heutiges Ziel des BIAS ist, neue Ideen für Methoden und Prozesse in die industrielle Anwendung zu bringen.

## Organisation
Das BIAS beschäftigt etwa 100 Mitarbeiter, dazu zählen wissenschaftliche Mitarbeiter (37), wissenschaftliche und studentische Hilfskräfte (38), technisches und verwaltendes Personal (Stand 2019). Es wird getragen durch eine GmbH, die seit Beginn den Status der Gemeinnützigkeit hat. Das Institut wurde als Technologietransfer-Einrichtung gegründet. Eine enge Zusammenarbeit mit der Industrie wird in öffentlichen Forschungsprojekten gelebt. Die öffentliche Hand, das Land Bremen, die Deutsche Forschungsgemeinschaft, die Bundesregierung und andere Förderinstitutionen finanzieren die Vorlaufforschung. Von Beginn an hatte das BIAS auch Kunden aus der Industrie.
Der VFwF (Verein zur Förderung der wissenschaftlichen Forschung in der Freien Hansestadt Bremen e. V.), der außeruniversitäre Forschungsinstitute im Land Bremen bündelt, wird 1985 Gesellschafter. Dass die beiden Leiter des BIAS 1989 zu Professoren der Universität Bremen berufen werden, unterstreicht die enge Kooperation zwischen dem Forschungsinstitut und der Universität Bremen in Forschung und Lehre. Heute gliedert sich das BIAS in drei Organisationseinheiten: Materialbearbeitung und Bearbeitungssysteme unter der Leitung von Frank Vollertsen, Optische Messtechnik und optoelektronische Systeme unter der Leitung von Ralf B. Bergmann und einen Bereich Finanzen, Organisation, Verwaltung.

## Arbeitsgebiete
Auf den Gebieten der lasergestützten Materialbearbeitung und der optischen Messtechnik betreibt das BIAS Forschung in Eigenprojekten, in Verbundprojekten und auf Auftragsbasis, Entwicklungen für Kunden der Wirtschaft und der öffentlichen Hand sowie Lohnarbeiten für Forschungskunden als Vorlauf zur Eigenfertigung. Schwerpunkte der heutigen Arbeiten liegen in den Bereichen Füge- und Pulverbettverfahren, Laserbearbeitung, Werkstoff- und Prozesstechnik sowie den messtechnischen Bereichen Geometrische Messtechnik, Kohärente Optik und Nano-Photonik sowie Zerstörungsfreie Prüfung. Am BIAS entwickelte Technologien und Verfahren werden in die industrielle Anwendung gebracht. Manch eine Entwicklung findet sich in einer Patentschrift wieder. Beispielsweise das am BIAS entwickelte Schwöten hat Bedeutung im Schiff- und Flugzeugbau erlangt und ist somit von Interesse am Luftfahrtstandort Bremen.
Auf Foren, wissenschaftlichen Tagungen und Branchenveranstaltungen ist das BIAS mit eigenen Vorträgen vertreten oder organisiert diese. So unterstützt es die Aus- und Weiterbildung seiner wissenschaftlichen Angestellten und schlägt die Brücke zur Wirtschaft. Die größte vom BIAS ausgerichtete Veranstaltung ist das seit 1987 stattfindende Laser Anwender Forum (LAF).